# 平南站 (佛山)
平南站是南海有轨电车1号线的車站，位於中国廣東省佛山市南海區白陈公路平东大道路口以北，平洲中心小学西侧，在2021年8月18日启用。

## 车站结构

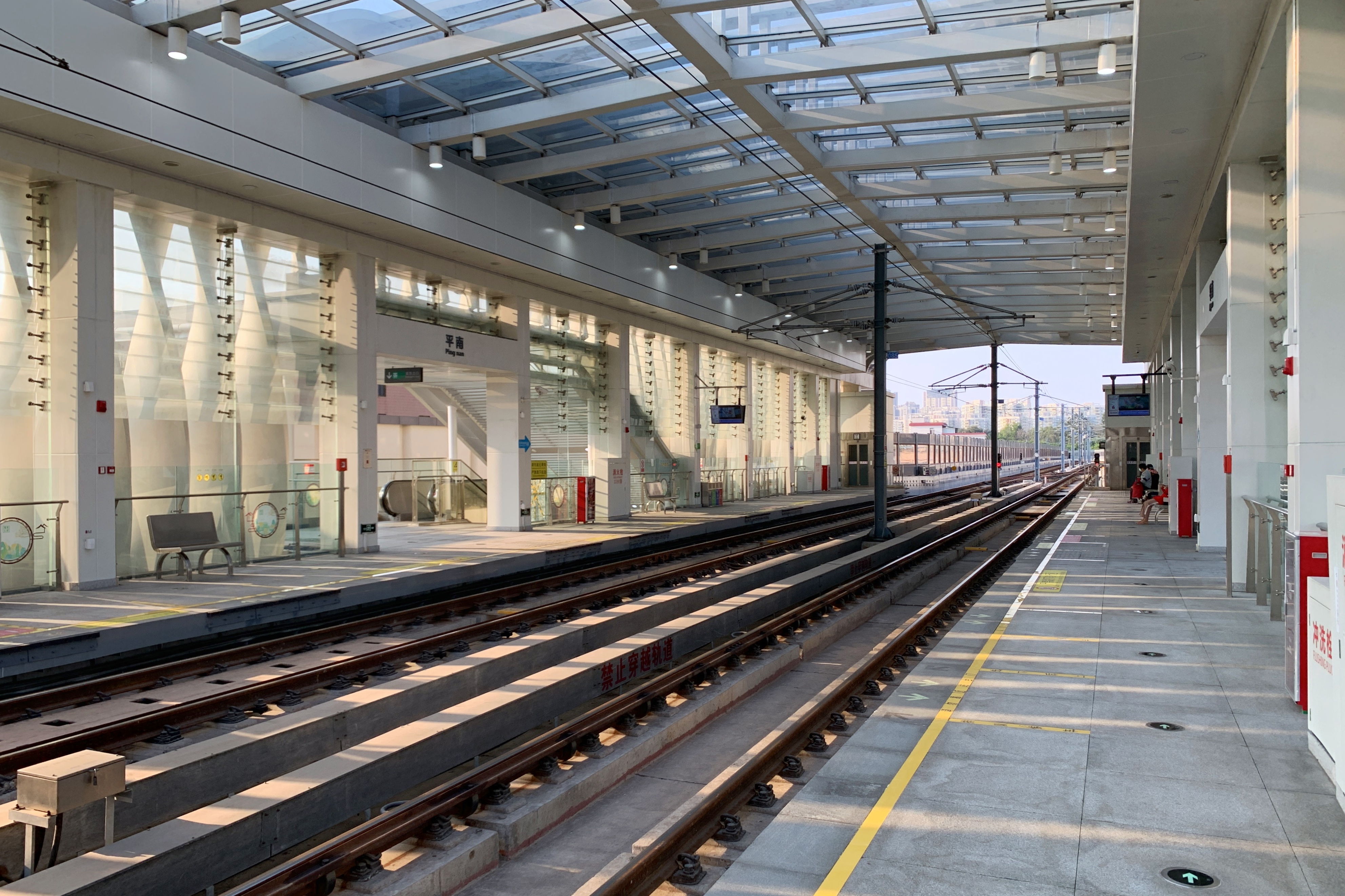
站台

### 车站楼层
本站为高架车站，地上三層為月台，地上二層為站廳，通過行人天橋連接地面。
| 地上三层 | 侧式站台 | 侧式站台                                  | 侧式站台 | 侧式站台 |
|          | 1 站台   | █南海有轨1号线 𧒽崗方向（下站：平西）     |          |          |
|          | 2 站台   | █南海有轨1号线 林岳东方向（下站：玉器街） |          |          |
|          | 侧式站台 |                                           |          |          |
| 地上二层 | 站厅     | 售票機、客服中心、警务室、安检设施        |          |          |
| 地面     |          | 车站出入口                                |          |          |

此外，本站东北侧设有一栋四层高的附属建筑，设有公共卫生间供乘客使用，亦设有连接地面与站厅层的楼梯和直梯并作为本站B口，其余为车站设备和办公场所。

### 出入口
本站目前设有5个出入口供乘客进出。
|                                           |                                        |      |          |                                                              |
| 編號                                      | 无障碍设施                             | 图片 | 出口指示 | 建議前往的目的地                                             |
| A                                         | 盲道标志                               |      | 永安路   | 广东省人民医院平洲分院、平南村委公交站（北行）               |
| B                                         | 盲道标志 · 无障碍通道标志 · 升降机标志 |      | 永安路   |                                                              |
| C                                         | 盲道标志 · 扶手电梯标志                |      | 永安路   | 平东大道、平洲中心小学、平南小学、平洲中心小学公交站（北行） |
| D                                         |                                        |      | 永安路   |                                                              |
| E                                         | 盲道标志 · 无障碍通道标志 · 升降机标志 |      | 永安路   | 平南村委公交站（南行）                                       |
| 註： 設有 \| 設有 \| 設有 \| 設有扶手電梯 |                                        |      |          |                                                              |

## 接駁交通
| 公交 \| 编号 \| 编号 \| 线路 \| 线路 \| 线路 \| 收费 \| 备注 \| \| ---- \| ------------------ \| --------------------- \| --------------------- \| --------------------- \| --------------------- \| --------------------- \| \| \| 佛桂09 \| （佛山）富丰广场 \| ↺ \| （广州）鹤洞路西 \| 2元 \| 原 232高峰线 \| \| \| 桂10 \| 富丰广场 \| ⇆ \| 平胜同庆坊 \| 2元 \| \| \| \| 南海－顺德顺德快线 \| 已于2023年4月10日停办 \| 已于2023年4月10日停办 \| 已于2023年4月10日停办 \| 已于2023年4月10日停办 \| 已于2023年4月10日停办 \| |                    |                       |                       |                       |                       |                       |
| 编号 | 编号               | 线路                  | 线路                  | 线路                  | 收费                  | 备注                  |
| | 佛桂09             | （佛山）富丰广场      | ↺                     | （广州）鹤洞路西      | 2元                   | 原 232高峰线          |
| | 桂10               | 富丰广场              | ⇆                     | 平胜同庆坊            | 2元                   |                       |
| | 南海－顺德顺德快线 | 已于2023年4月10日停办 | 已于2023年4月10日停办 | 已于2023年4月10日停办 | 已于2023年4月10日停办 | 已于2023年4月10日停办 |

## 历史
本站在规划期间称为永安路站，车站动工后改以平南站作為工程名稱，并在开通前夕确认作为正式站名。
2021年8月18日，本站随南海有轨电车1号线开通而启用。